# Contea di Piatt
La contea di Piatt ( in inglese Piatt County ) è una contea dello Stato dell'Illinois, negli Stati Uniti. La popolazione al censimento del 2000 era di 16 365 abitanti. Il capoluogo di contea è Monticello.